# دلار

کشورهایی که از دلار آمریکا استفاده می‌کنند
کشورهایی که از یک ارز متفاوت به نام دلار استفاده می‌کنند
کشورهایی که قبلا نام ارزشان دلار بوده‌است

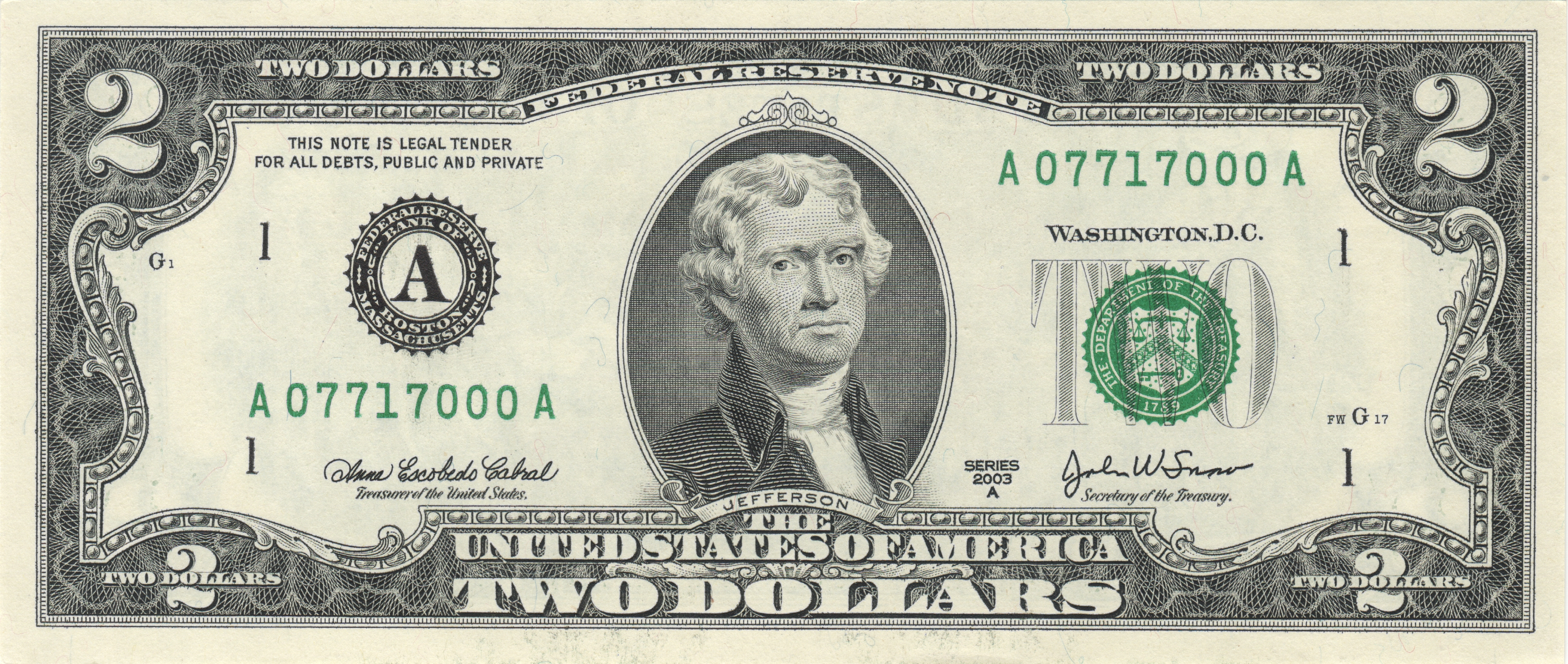
یک اسکناس دو دلاری ایالات متحده آمریکا. امروزه اسکناس ۲ دلاری در چرخه پولی اقتصاد آمریکا نقش به سزایی ندارد.

دلار یا دالر (به لاتین: Dollar، آوایش انگلیسی: دالِر، آوایش فرانسوی: دلار) نام یکای پول ۳۳ کشور جهان از جمله کشورهای آمریکا، کانادا، استرالیا، نیوزیلند، و سنگاپور است. واژه دالر احتمالاً صورت مقلوب تالر یا یوآخیمزتالر است که نام منطقه‌ای است در بوهم که معادن نقره مرغوبی داشت. و از آن برای ضرب سکه استفاده می‌شد. امروزه این منطقه بخشی از جمهوری چک است و چک‌ها آن را با نام یاخیموف می‌شناسند.

## نماد $
علامت $ برای دلار آمریکا و بسیاری از کشورهای دیگر استفاده می‌شود. در قرن ۱۸ میلادی ps برای پزو استفاده می‌شد و به مرور دو حرف s و p به هم چسبیده شده و علامت $ را تشکیل دادند. اس با خط عمودی «$» که علامت بین‌المللی دلار است نیز از اسپانیایی‌ها اقتباس شده که پول خود را با علامت P (پی) مشخص می‌کردند و این "P" در آمریکای شمالی به تدریج و در جریان نوشتن به شکل «$» درآمد.

## کشورهای دیگر که دلار یکای پول آن‌ها است
| نام کشور               | یکای پول «دلار»        |
| ---------------------- | ---------------------- |
| استرالیا               | دلار استرالیا          |
| آنتیگوآ و باربودا      | دلار کارائیب شرقی      |
| اکوادور                | دلار آمریکا            |
| السالوادور             | دلار امريكا            |
| ایالات متحده آمریکا    | دلار آمریکا            |
| باربادوس               | دلار باربادوس          |
| بلیز                   | دلار بلیز              |
| پورتوریکو              | دلار آمریکا            |
| ترینیداد و توباگو      | دلار ترینیداد و توباگو |
| تیمور شرقی             | دلار آمریکا            |
| جامائیکا               | دلار جامائیکا          |
| دومینیکا               | دلار کارائیب شرقی      |
| نیوزیلند               | دلار نیوزیلند          |
| زیمبابوه               | دلار زیمبابوه          |
| سنت کیتس و نویس        | دلار کارائیب شرقی      |
| سنت لوسیا              | دلار کارائیب شرقی      |
| سنت وینسنت و گرنادین‌ها | دلار کارائیب شرقی      |
| سنگاپور                | دلار سنگاپور           |
| فیجی                   | دلار فیجی              |
| کانادا                 | دلار کانادا            |
| کیریباتی               | دلار استرالیا          |
| گرنادا                 | دلار کارائیب شرقی      |
| گویان                  | دلار گویان             |
| لیبریا                 | دلار لیبریا            |
| نامیبیا                | دلار نامیبیا           |
| هنگ کنگ                | دلار هنگ کنگ           |